# Claude Le Baube
Claude Le Baube   (9è districte de París, 29 d'abril de 1919 - Ais de Provença, 31 de desembre de 2007) va ser un pintor i capità de mar.

## Carrera
Les seves obres consisteixen majoritàriament en paisatges pintats in situ, en escenes navals històriques realistes detallades i raspallades amb molta precisió perquè és ambidextre, i en natures mortes barrejades amb imatges excèntriques. La seva obra és un reflex del seu coneixement del món marítim, dels seus nombrosos viatges, del seu interès i gust pels paisatges marcats, i una conseqüència d'una imaginació desbordant que el va convertir en un narrador fenomenal animat per la nostàlgia, de vegades fins i tot per un certa angoixa.
Nascut en una família d'artistes (era net matern de dos reconeguts pintors Hortense Dury-Vasselon Grand Prix de Rome i Marius Vasselon, i net patern de Victor Le Baube, pintor/escultor), va començar a dibuixar molt jove. Els seus pares Marthe Vasselon i Robert Le Baube eren excepcionals en el dibuix. Les novel·les de Jules Verne i les il·lustracions de la col·lecció de llibres Hetzel van deixar una profunda empremta en ell durant la seva infantesa i, com a resultat, serien una font d'inspiració de llarga durada. Va estudiar a l'Ecole des Beaux Arts.

## Família
Le Baube va ser el pare del fotògraf Guy le Baube i oncle del pintor Guillaume Le Baube.

## Llibres i il·lustracions
- 1945: Il·lustracions a l'aquarel·la d'Aux Postes de combat d'A.Truffert, relatant les batalles dels vaixells de la Marina francesa de la França Lliure.
- 1946: Il·lustració de la primera i segona portada del N° 22 de la revista " Marine Nationale ".
- Abril 1947: Il·lustració de la primera i segona portada del N° 30 de la revista "Marine Nationale mer et outre-mer".
- 1978: Il·lustració "Rayon vert au Cap Horn" del navegant solista Loïck Fougeron, publicat per Pen Duick.
- 1981–1983: Il·lustració "Histoire de la Marine" publicada per Lavauzelle.
- 1982: Text i il·lustracions d'un llibre sobre els fars (en el relat dels creuers marítims de la Companyia de Creuers Paquet ).
- 1983: Il·lustra la portada de "les oubliés du bout du monde" The Journal of a mariner in Indochina from 1939 to 1946, Romé, Maritimes et d'outre-mer publications. Il·lustració a la revista “ça m'intéresse”, pintura a l'oli relacionada amb la pèrdua del Sheffield.
- 1984: il·lustra la portada de "l'aventure héroïque des sous-marins français 1939-1945" (Aventures heroiques dels submarins francesos) de Jean-Jacques Antier, publicacions Maritimes et d'outre-mer.
- 1985 : il·lustració "L'aigle des mers" (Veure Adler) de Felix von Luckner, publicat per Lavauzelle. Il·lustració de la portada de "Tonnerre sur la Corse" (Tron a Còrsega ) de Jean-Victor Angelini, publicacions maritime et d'outre-mer.
- 1992: il·lustra la portada de "l'Histoire de la Marine", capítol 2 de la vapeur à l'atome" (del vapor al nuclear) de Philippe Masson, editorial Lavauzelle.
- 2007: il·lustra, amb una pintura a l'oli de doble pàgina, l'article "une victoire oubliée, la bataille de Koh Chang" a "champs de bataille thématique" n°1, abril de 2007.
- Juny 2007: publicació de sis dibuixos, pintures i aquarel·les a Carré Voiles n°9, revista trimestral dedicada a la vela, per il·lustrar un article biogràfic dedicat a ell. Vegeu: web de la revista i el resum del número en qüestió.

## Exposicions
- 1954, Galeria "la Palette du Tertre", Casablanca, Marroc.
- 1956, “Galerie du Vieux Port” Marsella.
- 1956, Gran Premi de “La Danse et de l'Opéra” el petit flautista, Marsella
- 1957, “Galerie Nègre” Marsella.
- 1958, “Galerie Chardin” París.
- 1959, Gran Premi del Palau Reial, presidit per Jean Cocteau.
- 1960, Galerie Alain le Breton, Marsella. Premi de nova pintura, "Ville de Marseille".
- 1961, “Galerie le Breton”, Marsella.
- 1965, "Les amis des arts", Aix-en-Provence.
- 1966, Avinyó.
- 1970, “Galerie Aldebert”, Basilea.
- 1971, Galerie "le Moulin Autran", Nyons
- 1972, Galerie "les Amis des Arts", Aix-en-Provence
- 1975, Invitació honorífica al saló Sauveterre du Gard
- 1976, “Galerie André Nègre”, Marsella.
- 1978, Dues exposicions a bord del vaixell Mermoz; seguit al novembre
- 1978, exposat al “Salon d'Automne” de París
- 1980, “Salon d'Automne”, París
- 1983, Galerie Grossi, Apt
- 1988, Galerie "le moulin Autran", Nyons
- 1989, Galerie"l'hôtel de Wicque", Pezenas.
- 1990, Galerie "Feille"
- 1992, Invitació honorífica al Festival de Thonon
- 1995, Galerie"l'hôtel de Wicque”, Pezenas.
- 1997, Galerie Grossi, Apt
- 2000, Exposició a Tòquio. Entre la venda, el Museu de Tòquio va adquirir un d'ells.
- 2001, Exposició a Pouzilhac; exposició al Musée de Fréjus : primer premi, per als marines.
- 2002, Aix-en-Provence
- 2003, Musée de Fréjus; galerie Grossi, Apt.

## Vendes anteriors a galeries
- 7/11/1960 : Estudi de Michel Boscher, Paris Drouot : n°75, "le phare", 38 × 65 cm.
- 4/10/1998 : Vue de Singapour, vers 1940, aquarel·la sobre paper, 42 × 60 cm.
- 28/10/2000, L'étude de Provence : "Cuirassés navigant de nuit" oli sobre tela, 33×46 cm.
- 28/10/2000, L'étude de Provence : "Cuirassés navigant de nuit" oli sobre tela, 33×46 cm.
- 2/07/2001, comissari de subhasta Neret-Minet : La corvette l'Aimable Marie devant le port de Gorée, vers 1950, oli sobre tela, 64 × 100 cm
- 15/12/2001, comissari de subhasta Neret-Minet, "Le Suffren et le Leygues", oli sobre tela, 50×73 cm.
- 14-7-2004 : Caravelles, aquarel·la sobre paper, 48 × 70 cm. 19/3/2006 : Paisatge africà pintat al pont d'una barca, oli sobre tela, 34 × 46 cm.
- 20-8-2006 : Vaisseaux, aquarel·la sobre paper, 44,2 × 27,9 cm.
- 9-12-06 : Le Soleil royal à la Hougue, oli sobre tela, 60 × 81 cm. 20/9/2007, Tajan : "Trois mâts au mouillage", oli sobre tela, 60×72 cm.
- 9 -12-06 : "Vaisseaux de la compagnie des Indes au port Saint-Louis" - 50×73 cm. -
- 9-12-06, Subhasta comissionaire Leclere (Marsella - França)"La tour de Babel à marée basse" - huile sur toile (tableau crée en 2005 ?) - 55 × 46 cm.
- 24-06-07, comissari de subhasta Lesieur-Lebars, (Le Havre - França), "Trois mâts" - oli sobre taula - 60 × 102 cm.
- 20-09-07, comissari de subhasta Tajan, "Trois mâts au mouillage - oli sobre tela - 60 × 72 cm.
- 02-02-08 : "Trois mâts" - oli sobre tela.
- 12-06-08 : "La plage du Pouliguen à contre-jour" - oli sobre tela - 35×55 cm.